# 水野正幸
水野 正幸（みずの まさゆき、1951年4月5日 - ）は、日本の実業家。アジアパラリンピック委員会副会長、日本障がい者スポーツ協会副会長、日本パラリンピック委員会副委員長などを歴任した。

## 人物・経歴
愛知県名古屋市生まれ。名古屋大学経済学部卒業後、1974年三菱商事入社。人事企画室を経て、エネルギーグループに異動し、石油などを取り扱った。シンガポール駐在、マレーシア駐在、三菱商事執行役員石油事業本部長などを経て、2010年三菱商事常務執行役員アジア・太平洋統括兼インドネシア総代表に昇格。
2012年からはジャカルタ・ジャパンクラブ（JJC）理事長も務め、インドネシア大学での公開講義や、交流会を行うなどした。また、名古屋大学ジャカルタ同窓会の伊吹おろしの会会長も務めた。
2013年に三菱商事を定年退職後、三菱商事顧問や、日本パラリンピック委員会副委員長に就任。2014年にはアジアパラリンピック委員会副会長に選出され、2018年アジアパラ競技大会開催などにあたった。日本障がい者スポーツ協会副会長も兼務し、2019年にドバイで開かれた理事選挙でアジアパラリンピック委員会副会長に再選された。